# نوکیا ان۷۸
نوکیا ان۷۸ یک تلفن‌هوشمند نسل سوم از سری ان نوکیا است که برای اولین بار در همایش جهانی تلفن همراه در فوریه ۲۰۰۸ معرفی شد. مجهز به دوربین ۳٫۲ مگاپیکسلی با فلاش ال‌ئی‌دی و عدسی کارل زایس است. سازگار با سامانه بازی‌های ان-گیج و همینطور دارای سامانه موقعیت‌یاب جهانی (جی‌پی‌اس)، رادیو اف‌ام، بلوتوث و از جاوا هم پشتیبانی می‌کند. این گوشی از سیستم‌عامل سیمبیان نسخه ۹٫۳ و واسط کاربری سری ۶۰ ویرایش سوم بهره می‌برد.

## مشخصات کلی
| عمومی                   |                                                           |
| تاریخ معرفی             | ۱۱ فوریه ۲۰۰۸                                             |
| شبکه نسل دوم            | جی‌اس‌ام ۸۵۰ / ۹۰۰ / ۱۸۰۰ / ۱۹۰۰                            |
| شبکه نسل سوم            | اچ‌اس‌دی‌پی‌ای ۹۰۰ / ۲۱۰۰                                     |
| ظاهری                   |                                                           |
| ابعاد                   | ۱۵٫۱×۴۹×۱۱۳ میلی‌متر                                       |
| وزن                     | ۱۰۱٫۸ گرم                                                 |
| رنگ                     | آبی، سفید، قهوه‌ای، مشکی                                   |
| شکل                     | ساده (مکعبی)                                              |
| نمایشگر                 |                                                           |
| نوع                     | تی‌اف‌تی، ۱۶ میلیون رنگ                                     |
| اندازه                  | ۲٫۴ اینچ                                                  |
| دقت                     | ۳۲۰×۲۴۰ پیکسل                                             |
| دوربین                  |                                                           |
| کیفیت                   | ۳٫۲ مگاپیکسل                                              |
| اندازه تصویر            | ۱۵۳۶×۲۰۴۸ پیکسل                                           |
| فیلم‌برداری              | وی‌جی‌ای، ۲۸۸×۳۵۲ پیکسل ۱۵ فریم در ثانیه                    |
| فلاش                    | ال‌ئی‌دی                                                    |
| قابلیت‌ها                | بزرگ‌نمایی دیجیتالی ۲۰ برابر، عدسی کارل زایس، فوکوس خودکار |
| دوربین دوم              | سی‌آی‌اف برای مکالمه تصویری                                 |
| باتری                   |                                                           |
| نوع                     | باتری لیتیوم یون ۱۲۰۰ میلی‌آمپرساعت (BL-6F)                |
| زمان آماده‌باش           | ۳۲۰ ساعت (نسل ۲) ۳۱۲ ساعت (نسل ۳)                         |
| زمان مکالمه             | ۴ ساعت و ۲۰ دقیقه (نسل ۲) ۳ ساعت و ۱۰ دقیقه (نسل ۳)       |
| چندرسانه‌ای              |                                                           |
| پخش موسیقی              | MP3/WMA/WAV/RA/AAC/M4A                                    |
| پخش ویدئویی             | WMV/RV/MP4/3GP                                            |
| رادیو                   | رادیو اف‌ام استریو با آردی‌اس                               |
| حافظه                   |                                                           |
| حافظه داخلی             | ۷۶ مگابایت                                                |
| کارت حافظه              | میکرو اس‌دی قابلیت افزایش تا ۸ گیگابایت                    |
| زنگ گوشی                |                                                           |
| نوع                     | پلی‌فونیک، ام‌پی‌تری                                         |
| لرزاننده                | دارد                                                      |
| مدیریت تماس             |                                                           |
| دفترچه تلفن             | نامحدود                                                   |
| گزارش تماس‌ها            | با جزئیات، حداکثر ۳۰ روز                                  |
| فرمان و شماره‌گیری صوتی  | دارد                                                      |
| نمایش تصویر تماس گیرنده | دارد                                                      |
| ارتباطی                 |                                                           |
| جی‌پی‌آراس                | کلاس ۱۱، ۱۱۸٫۴ کیلوبیت بر ثانیه                           |
| اچ‌اس‌سی‌اس‌دی              | دارد                                                      |
| ئی‌دی‌جی‌ئی                | کلاس ۳۲، ۲۹۶ کیلوبیت بر ثانیه                             |
| ۳جی                     | اچ‌اس‌دی‌پی‌ای، ۳٫۶ مگابیت بر ثانیه                           |
| شبکه محلی بیسیم         | دارد                                                      |
| بلوتوث                  | دارد، نسخه ۲                                              |
| فروسرخ                  | ندارد                                                     |
| یواس‌بی                  | میکرو یواس‌بی نسخه ۲                                       |
| نرم‌افزاری               |                                                           |
| سیستم‌عامل               | سیمبیان ۹٫۳                                               |
| واسط کاربری             | سری ۶۰ ویرایش سوم                                         |
| پشتیبانی جاوا           | دارد                                                      |
| سایر                    |                                                           |
| پردازنده                | ARM 11 369 MHz                                            |
| جی‌پی‌اس                  | دارد به همراه پشتیبانی ای-جی‌پی‌اس                          |
| پیام‌رسانی               | پیام‌کوتاه، پیام چندرسانه‌ای، پست الکترونیکی، پیام فوری     |
| پست الکترونیکی          | آی‌ام‌ای‌پی، پی‌ئوپی۳، اس‌ام‌تی‌پی                               |
| مرورگر اینترنت          | اچ‌تی‌ام‌ال، اکس‌اچ‌تی‌ام‌ال، وی‌ای‌پی                             |
| نمایش مستندات           | پی‌دی‌اف، ورد، اکسل، پاورپوینت                              |
| بازی                    | دارد، سازگاری با بازی‌های ان-گیج                           |
|                         | تی۹ ویرایشگر تصویر و ویدئو ورودی صوتی ۳٫۵ میلی‌متر         |